# Passa Sete

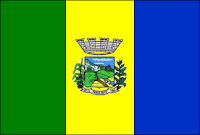
Bandera del municipio de Passa Sete.

Passa Sete es un municipio brasileño del estado de Rio Grande do Sul.
Se encuentra ubicado a una latitud de 29º27'12" Sur y una longitud de 52º57'41" Oeste, estando a una altitud de 589 metros sobre el nivel del mar. Su población estimada para el año 2004 era de 4.582 habitantes.
Ocupa una superficie de 303,58 km².
- Datos: Q1758907
- Multimedia: Passa Sete / Q1758907